# D・B・C・ピエール
D・B・C・ピエール（DBC Pierre、1961年 – ）は、オーストラリア人小説家である。
南オーストラリア州レイネラ生まれ。
アメリカ、メキシコ、スペイン、オーストラリア、イギリス、西インド諸島を転々とし、現在アイルランド在住。
2003年にブッカー賞を受賞した。

## 受賞歴
- ブッカー賞　2003年（Vernon God Little（『ヴァーノン・ゴッド・リトル―死をめぐる21世紀の喜劇』）に対して）
- コスタ賞 2003年 （同上）
- ボランジェ・エブリマン・ウッドハウス賞 2003年（同上）

## 主な作品
- en:Vernon God Little（『ヴァーノン・ゴッド・リトル―死をめぐる21世紀の喜劇』） (2003)
- en:Ludmila's Broken English (2006)
- Suddenly Doctor Cox (2009)
- Lights Out in Wonderland (2010)

## 日本語訳された作品
- 『ヴァーノン・ゴッド・リトル - 死をめぐる21世紀の喜劇』都甲幸治訳、ヴィレッジブックス ソニー・マガジンズ、2007年
- D・B・C・ピエール - IMDb（英語）